# 대한민국 형법 제187조
대한민국 형법 제187조는 기차 등의 전복 등에 대한 형법각칙의 조문이다.

## 조문
제187조(기차 등의 전복 등) 사람의 현존하는 기차, 전차, 자동차, 선박 또는 항공기를 전복, 매몰, 추락 또는 파괴한 자는 무기 또는 3년 이상의 징역에 처한다.

## 판례
- 도선사가 강제도선 구역 내에서 조기 하선함에 따라 적기에 충돌회피동작을 취하지 못하여 선박충돌사고가 일어난 경우 도선사에게 업무상과실선박파괴죄가 성립한다.[1]

## 같이 보기
- 선박매몰죄